# Spíros Markezínis
Spíros Markezínis (en grec : Σπύρος Μαρκεζίνη diminutif de Σπυρίδων Μαρκεζίνης) est un avocat, écrivain et homme politique grec né à Athènes le 22 avril 1909 et mort à Athènes le 4 janvier 2000. Il est longtemps membre du Parlement hellénique et brièvement Premier ministre.

## Biographie
Il étudie le droit (il est diplômé en 1929 avec mention), puis les Sciences Politiques et Économiques en 1930. Il est un temps critique de cinéma, sous le pseudonyme RO-MA.
En 1936, il devient le conseiller juridique du roi Georges II, poste qu'il occupe jusqu'à la mort de ce dernier, en 1946. Élu député la même année, il fonde en 1947, un petit parti conservateur et occupe différents portefeuilles ministériels.
Après son échec aux élections de 1950, il rejoint le "Rassemblement grec" du maréchal Papágos, et rentre dans son gouvernement. En 1954, après un désaccord avec Papágos, il démissionne et forme un nouveau parti, mais échoue aux élections de 1956. En 1958, il prend part aux élections avec un autre tout nouveau parti (l'Union Progressiste démocratique rurale) et recueille 10,5 % des voix. En 1961, il s'associe avec l'Union du centre puis avec l'ERE en 1964.
En juin 1973, Yeóryos Papadópoulos abolit la monarchie et décide de libéraliser le régime des colonels. Il charge donc, Markezínis de former un nouveau gouvernement avec l'objectif de démocratiser le régime, et de procéder à des élections législatives le 10 février 1974. Mais les événements de l'École Polytechnique d'Athènes et le coup d'État du général Ioannídis, mirent en échec ses efforts. En 1979, il réapparaît avec l'Union Progressiste démocratique rurale, reconstituée.
Après sa retraite de la politique dans les années 1980, il se consacre à l'écriture de l'histoire politique de la Grèce moderne.